# 神保なおみ
神保 なおみ（じんぼ なおみ、1953年2月11日 - ）は、日本の元女優・元声優。神奈川県小田原市出身。

## 略歴
桜美林高等学校卒業後、国語の教師になるつもりで桜美林大学文学部中国文学科に進学。
大学1年生の時に劇団ノルテの会（現：劇団ノルテ）に入団し、朗読の勉強を始める。
大学2年生の時に高垣葵にプロダクションエム・スリーを紹介されてタレントとしてデビュー。
マスコミの仕事は当初はテレビの顔出し出演が中心だったが、その後、声優に転身。

## 人物
特技は中国語。趣味はスキューバダイビング、茶道。
好きな作家は高校時代からのファンである平井和正。好きな女優は浜木綿子。好きな男優は西田敏行。

## 代役・後任
代役
1984年5月頃に一度体調を崩した際、神保の代役を務めた声優は以下の通り。
- Dr.スランプ アラレちゃん（空豆ピースケ役）：中野聖子（第133話、137話、163話、164話）
- Dr.スランプ アラレちゃん（木緑葵役）：三田ゆう子[5]（第169話）
- 魔法の天使クリィミーマミ（日高守役）：鈴木れい子（第49、51話）
- 巨神ゴーグ（サラ役）：佐々木優子（第8話 - 26話）※復帰前に最終回を迎えたため、途中降板という形となった。
- ミームいろいろ夢の旅（大谷大助役）：山岡葉子（第29、30話）

後任
1987年‐88年頃に引退した神保の持ち役を引き継いだ声優は以下の通り。
- Dr.スランプ アラレちゃん（空豆ピースケ役）：中野聖子（1990年TVスペシャル）
- Dr.スランプ アラレちゃん んちゃ!ペンギン村より愛をこめて（空豆ピースケ役）：鈴木富子
- ミームいろいろ夢の旅（大谷大助役）：小宮和枝

## 出演作品
※太字はメインキャラクター

### テレビアニメ
1978年
- 新エースをねらえ!
- 新・巨人の星

1979年
- くじらのホセフィーナ（サンティー[6]）

1980年
- 宇宙戦士バルディオス（1980年 - 1981年、ローザ・アフロディア[7]）
- 釣りキチ三平

1981年
- うる星やつら
- 新・ど根性ガエル
- 釣りキチ三平（少年時代の魚紳）
- Dr.スランプ アラレちゃん（1981年 - 1986年、空豆ピースケ[8]、木緑葵、桃太郎、ベティ、ハナコ、則巻ニトロ[9]）

1982年
- Dr.スランプアラレちゃん ペンギン村英雄伝説（ピースケ）
- 手塚治虫のドン・ドラキュラ（ギャルA、生徒C、会員B）
- 一ッ星家のウルトラ婆さん
- 魔法のプリンセス ミンキーモモ（1982年 - 1983年、ケン、ラム、ペトロ、鐘）

1983年
- アルプス物語 わたしのアンネット（スーザン）
- スペースコブラ
- ミームいろいろ夢の旅（大谷大助〈初代〉）

1984年
- 巨神ゴーグ（サラ〈初代〉[10]）
- 魔法の天使クリィミーマミ（日高守、ペーター・ラインナー 他）

### 劇場アニメ
1981年
- Dr.スランプ アラレちゃん ハロー!不思議島（空豆ピースケ）

1982年
- Dr.SLUMP “ほよよ!”宇宙大冒険（空豆ピースケ、木緑あおい[11]）

1983年
- Dr.スランプ アラレちゃん ほよよ!世界一周大レース（ピースケ）

1984年
- Dr.スランプ アラレちゃん ほよよ!ナナバ城の秘宝（空豆ピースケ[12]）

1985年
- Dr.スランプ アラレちゃん ほよよ!夢の都メカポリス（空豆ピースケ）

### OVA
1984年
- 魔法の天使クリィミーマミ 永遠のワンスモア（守）

### テレビドラマ
1976年
- 特別機動捜査隊 第786話・女子高生と野獣（進藤由紀子）※神保なほみ名義

1977年
- 男たちの旅路第3部 第2話・墓場の島（事務員）
- ジャッカー電撃隊 第23話「白い鳥人!ビッグワン」（1977年・ANB）細田所長 / アトミック魔女[要出典]

1978年
- 兄とその妹（牧）
- 松本清張おんなシリーズ3・心の影

1979年
- 草燃える（朝雅の妻）